# Starburster
Starburster è un singolo del gruppo musicale irlandese Fontaines D.C., pubblicato il 17 aprile 2024 come primo estratto dal quarto album in studio Romance.
La canzone ha segnato il primo ingresso della band nella UK Singles Chart, arrivando fino alla posizione 57.

## Descrizione
La canzone parla di un attacco di panico del frontman Grian Chatten avvenuto alla stazione di Londra St Pancras.
NME ha descritto "Starburster" come una "bestia art-rock pensiero che fonde elementi di electronica e hip-hop". Consequence l'ha classificato come "infuso di trip-hop" con "produzione hip-hop-esca" che rende i Fontaines D.C. "più di una banda di rocker irlandesi." Rolling Stone l'ha ritenuta una "canzone funky, disco-rock". Clash ha scritto della sua costruzione: "Un elegante loop di archi precede il raffinato pianoforte prima di essere consumato da un voluminoso ritmo trip-hop."
Il gruppo ha suonato la canzone per la prima volta dal vivo il 7 maggio 2024 durante la sua esibizione al The Tonight Show Starring Jimmy Fallon.
Il singolo è stato usato come canzone nella sigla della serie tv Mobland. 

## Accoglienza
NME ha assegnato a "Starburster" cinque stelle su cinque, apprezzando che "catturi quello shock di tentare di afferrare la realtà nel bel mezzo del caos." The Irish Times le ha dato quattro stelle su cinque, paragonandola a Shygirl, Prodidy e alla canzone di Björk "Army of Me". Consequence l'ha premiata come "canzone della settimana" per la sua "composizione particolarmente ben riuscita, che spinge la band verso nuovi, inattesi, orizzonti."

## Classifiche
| Classifica (2024)                      | Posizione massima |
| -------------------------------------- | ----------------- |
| Canada Rock (Billboard)                | 28                |
| Irlanda (IRMA)                         | 24                |
| Russia                                 | 96                |
| UK Singles (OCC)                       | 57                |
| UK Indie (OCC)                         | 10                |
| US Alternative Airplay (Billboard)     | 22                |
| US Adult Alternative Songs (Billboard) | 18                |